# Pseudothyridium buchwaldi
Pseudothyridium buchwaldi är en skalbaggsart som beskrevs av Ohaus 1912. Pseudothyridium buchwaldi ingår i släktet Pseudothyridium och familjen Rutelidae. Inga underarter finns listade i Catalogue of Life.